# Pyrrhura griseipectus
El periquito sujo o cotorra de pecho gris (Pyrrhura griseipectus) es un ave endémica de Brasil del género Pyrrhura, en peligro de extinción. También conocida en Brasil como periquito cara-suja o periquito-cigano.
La cotorra pechigrís mide aproximadamente 20 cm de longitud. Presenta una corona marrón, rostro de color rojo ciruela, y cobertoras auriculares blancas. El pecho es grisáceo con un patrón escamado, el vientre muestra una mancha central de color rojo-marrón, y las partes superiores son mayormente verdes con una rabadilla de tono rojo-marrón.

## Estado de conservación
En 2012, según un reporte del Conservation Leadership Programme (CLP), se reportaron menos de doscientos cincuenta ejemplares que poblaban una reducida zona del estado brasileño de Ceará.En 2014, Fábio Nunes, coordinador del equipo de investigación del CLP reportó el descubrimiento de una pequeña población de la especie habitando una cueva. En 2020 CLP anunciaba que el proyecto de conservación, que empezó en 2010, registró el nacimiento de 1165 volantones un incremento de los apenas tres registrados al inicio del proyecto. A través de la elaboración de nidos artificiales en forma de caja para proteger a las aves de la caza furtiva, el monitoreo coordinado con las comunidades locales y la creación de Refugio de Vida Silvestre Periquito cara-suja fue posible que en 2017 se cambiará su estado de conservación a 'en peligro' y se lograran los números registrados en 2020.
La especie está catalogada como "En Peligro" según la Lista Roja de la UICN. Las principales amenazas incluyen la destrucción de su hábitat debido a la conversión de bosques para la agricultura, especialmente el cultivo de café, y la captura ilegal para el comercio de mascotas. Sin embargo, gracias a esfuerzos de conservación, como la instalación de cajas nido y campañas educativas, la población ha mostrado un incremento en las áreas conocidas. Desde 2010, más de 1,500 polluelos han nacido en cajas nido, lo que representa un éxito significativo en programas de conservación a corto plazo.

## Taxonomía
En 1900 Salvadori describe a una ave enjaulada de entonces desconocida procedencia como Pyrrhura griseipectus. Años más tarde en 1929, Hellmayr ubica al taxón en el noreste de Brasil a partir de siete especímenes recolectados en la Serra do Baturité en Ceará. Sin embargo, entonces clasificó a P. griseipectus como una subespecie de P. leucotis, de ahí que se ha argumentado el uso de P. anaca, descrita en 1788 por Gmelin, por principio de prioridad. La literatura respecto al ave puede referirse a ella de ambas maneras.
El P. griseipectus suele ser confundido con el P. caeruleiceps de Venezuela y el P. eisenmanni de Panamá; sin embargo solo está emparentado con el P. pfrimeri y el P. leucotis.

## Distribución y hábitat

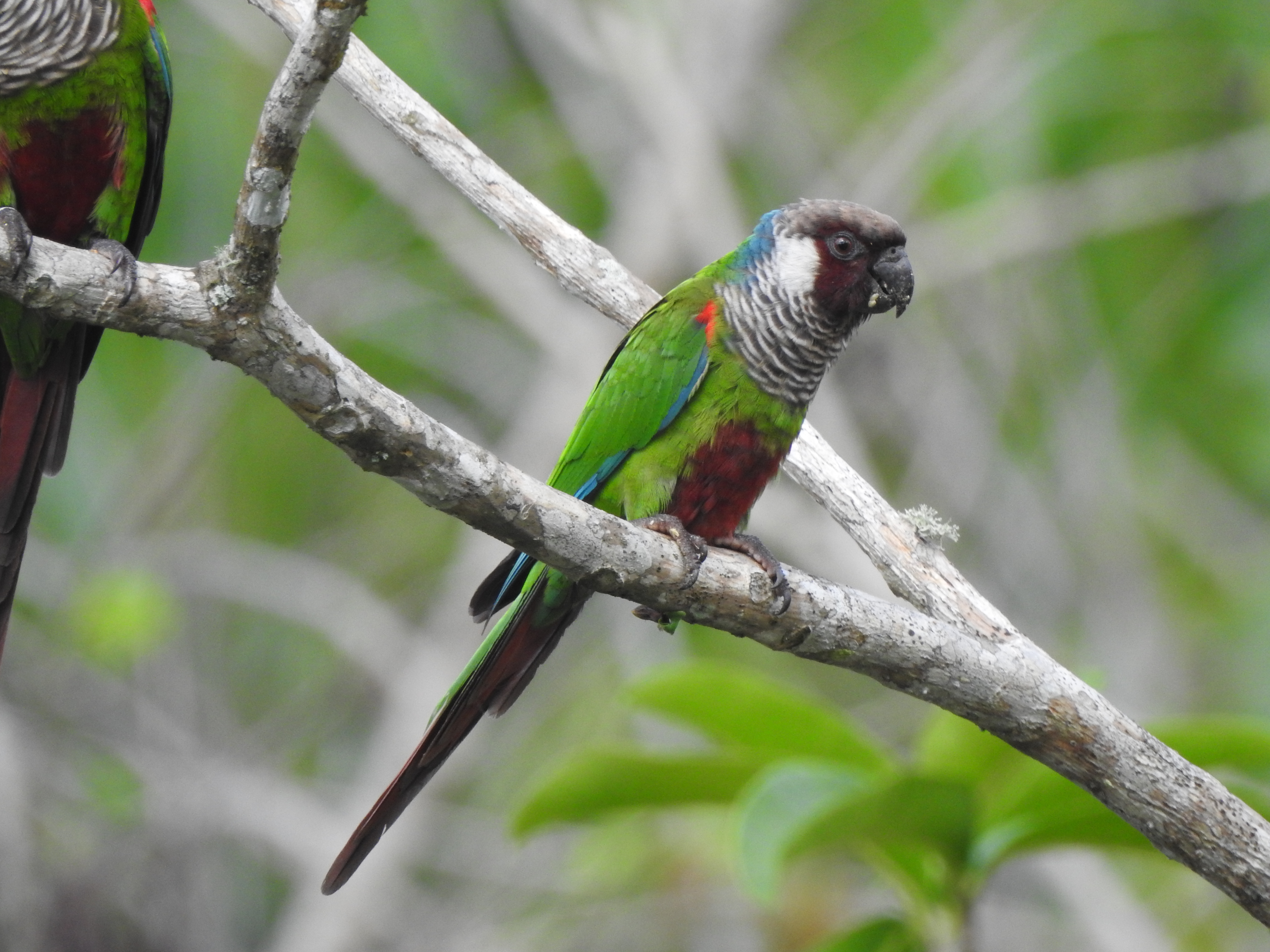
Periquito cara-suja en Ceará, al noreste de Brasil

Se le ha encontrado principalmente en la Serra do Baturité y en Quixadá en el estado de Ceará, aunque también hay registros de poblaciones en Ibiapata en el mismo estado, así como en la Serra Negra del estado de Pernambuco. Otros registros de la segunda mitad del siglo XX sugieren la existencia de poblaciones en Tiangu, Murici, la Serra do Aratanha, Serra do Machadu y la Serra de Maranguape. Aunque no es posible comprobar con certeza estos reportes, si es relevante el hecho que estos espacios representan pequeños macizos al noreste de Brasil, enclaves de la selva lluviosa de la Mata Atlántica en medio del entorno mayoritariamente semiárido de esta parte del país, donde se ha reportado la presencia del ave en las laderas y partes altas de la zona montañosa,en medio de la cubierta forestal hasta aproximadamente 20 m de altura. Así mismo se le ha encontrado en los llamado brejos de altitude o zonas de transición con la caatinga o el chaparral del noreste brasileño.
En 2022 un equipo de la Universidad Federal de Bahía, que realiza un proyecto etnoecológico en Bahía, publicó sus averiguaciones sobre la presencia de la especie en la zona. En recorridos de campo realizados entre enero y marzo de 2019, registraron poblaciones en el estuario de Itapicuru, en la municipalidad de Conde, Paraíba que inicialmente confundieron con P. leucotis, pero que posteriormente por análisis de sus vocalizaciones así como del registro fotográfico pudieron identificar como P. griseipectus. Encontraron que ocupaban manglares, restingas, así como plantaciones de coco abandonadas. La alopatría con respecto al resto de las poblaciones identificadas sugiere que se trata de poblaciones introducidas o relictas. Los autores del artículo sugieren que, dado el registro de la especie en la caatinga, entre un corredor amazónico-atlántico, así como registros orales de la existencia de poblaciones superiores en décadas anteriores; es probable que se trate de un relicto poblacional.
Históricamente, la cotorra pechigrís se encontraba en al menos 15 localidades en el noreste de Brasil, incluyendo los estados de Ceará, Alagoas, Pernambuco y Rio Grande do Norte. Actualmente, las poblaciones conocidas se limitan a tres áreas en Ceará: Serra do Baturité, Quixadá e Ibaretama. En 2022, se documentó una nueva población en el estado de Bahía, aproximadamente a 800 km al sur de las localidades de Ceará, lo que sugiere una distribución más amplia de lo previamente conocido. 